# 농구 용어 목록

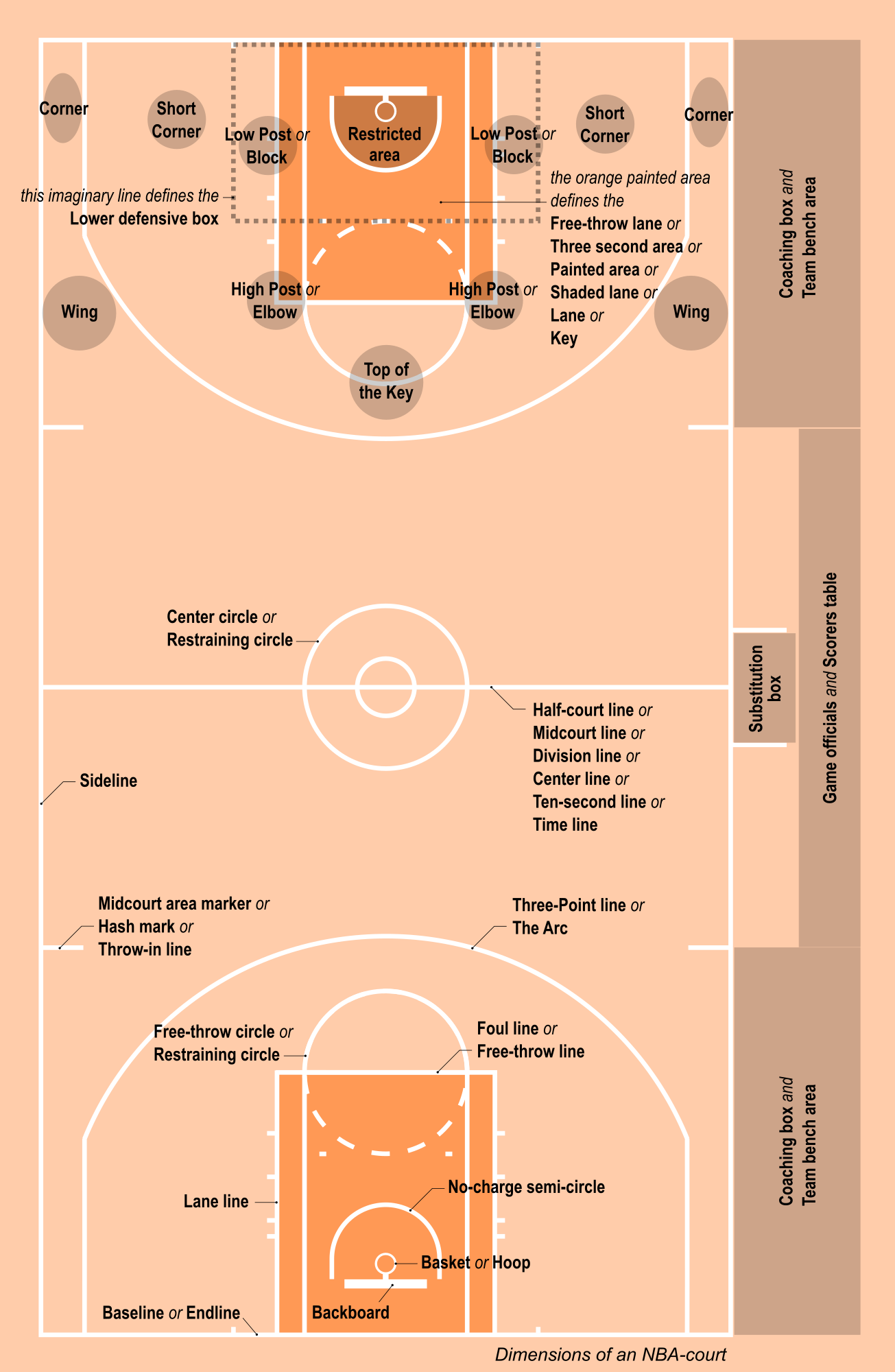
농구 코트와 관련된 가장 중요한 용어들

이 농구 용어 목록은 농구 경기에서 사용되는 용어의 정의를 모아놓은 것이다. 다른 주요 스포츠와 마찬가지로 농구는 선수, 코치, 스포츠 기자, 해설자 및 팬들이 사용하는 독특한 단어와 구절로 구성된 광범위한 어휘를 가지고 있다.

## 0-9
2-for-1
기간 또는 쿼터의 마지막 1분 이내에 사용되는 전략으로, 공을 소유한 팀이 시간을 조절하여 슛을 시도함으로써 시간이 다 떨어지기 전에 다시 공을 소유하고 다시 슛을 시도할 충분한 시간을 확보하는 것이다. 샷 클락을 사용하는 대회(대부분의 미국 주에서 NFHS를 제외한 모든 대회)에 적용된다.
3-and-D
주로 3점슛("3")과 수비("D")에 특화된 선수로, 일반적으로 스타 플레이어는 아니다. 이 용어는 특히 21세기에 이 특정 기술 세트가 점점 더 중요하게 평가되고 있는 NBA에서 가장 자주 사용된다.
3점 슈터
3점슛의 또 다른 이름이다.
3점 플레이
1.  슈터가 표준 2점 필드골을 성공시키면서 파울을 당한 후, 결과로 주어지는 자유투를 성공시켜 총 3점을 득점하는 플레이이다. 앤드원도 참조하십시오.
2.  (드물게) 슈터가 3점슛을 시도했지만 실패한 후 파울을 당하고, 결과로 주어지는 세 개의 자유투를 모두 성공시키는 플레이이다.
FIBA 33
현재 3x3이라고 불리는 것의 원래 이름이다.
3x3
팀당 3명의 선수로 구성된 하프 코트 농구 경기의 정식 버전으로, FIBA의 공식 승인을 받았다. 이 종목은 2021년(연기) 올림픽에 처음으로 등장했다.
3점슛

3점 라인 뒤에서 두 발이 모두 땅에 닿은 상태에서 시도해야 하는 3점 가치의 슛이다.
3초 룰
선수가 프런트 코트에서 공을 소유하고 있고 경기 시계가 작동 중인 동안 상대 팀의 제한 구역에 3초 이상 머무르지 않도록 요구하는 규칙이다.
4점 플레이
선수가 3점슛을 성공시키면서 파울을 당한 후, 그 결과로 주어지는 자유투까지 성공시켜 총 4점을 득점하는 드문 플레이이다.

## A-Z
BEEF (밸런스, 눈, 팔꿈치, 팔로우 스루)
올바른 슈팅 자세를 가르치는 데 사용되는 니모닉이다.
DNP-CD
"did not play - coach's decision"의 약자이다. 선수가 경기에 뛸 수 있었지만 뛰지 않은 경우를 의미한다. 부상이나 출장 정지로 인해 경기를 결장한 경우는 포함되지 않는다. 또한 항상 코치의 처벌을 의미하는 것은 아니다. 일부 벤치 끝 선수는 시즌 동안 많은 경기에서 DNP-CD가 될 수 있다.
NCAA 평가 도구 (NET)
2019년부터 선택 과정에서 디비전 I 남자 토너먼트에 사용하기 위해 NCAA가 개발한 지표이다. 2021년부터 D-I 여자 토너먼트에도 확대 적용되었다.
O 보드
공격 리바운드. 공격 선수가 리바운드를 잡는 것이다.
V-컷
선수가 자신을 수비하는 선수에게 다가가서 빠르게 방향을 틀고 공을 받는 동작이다. 수비수를 속이기 위해 사용된다.
유로바스켓
유럽 국제 농구 토너먼트로, 남녀 모두 2년마다 개최된다. 남자 UEFA 유럽 축구 선수권 대회와 UEFA 유럽 여자 축구 선수권 대회에 해당한다.
NBA G 리그

NBA의 공식 마이너 리그이다.
NFHS
미국 고등학교 스포츠, 농구를 포함하여 규칙을 정하는 관리 기관이다.
UCLA 하이 포스트 오펜스
UCLA 헤드 코치 존 우든이 사용했던 공격 전략이다. 우든의 지도 아래 프로그램의 엄청난 성공으로 인해 이 공격은 농구에서 가장 인기 있는 공격 전술 중 하나가 되었다. NBA를 포함한 모든 수준의 경기에서 그 요소들이 흔히 사용된다.
WNIT
NCAA 디비전 I 여자 팀을 위한 토너먼트로, 프리시즌과 포스트시즌 버전이 모두 있다. 프리시즌 버전은 1994년에, 포스트시즌 버전은 1998년에 설립되었다. 후자는 NCAA 챔피언십 토너먼트에 참가 자격을 얻지 못한 팀을 포함한다. 1998-99 시즌 이전에는 두 이벤트 모두 내셔널 여자 인비테이션 토너먼트로 알려졌으며, 1969년부터 1996년까지 운영되었던 유사한 포스트시즌 이벤트의 이름을 계승했다. 이름과는 달리 WNIT는 남자 NIT와 관련이 없다. NCAA가 운영하지 않으며, 2006년 이전에 남자 NIT를 운영했던 어떤 기관의 통제도 받지 않았다.

## ㄱ
가드 (G)
농구 경기에서 세 가지 표준 선수 포지션 또는 총 다섯 가지 포지션 중 하나이다. 가드는 일반적으로 두 가지 넓은 범주로 분류된다. 포인트 가드는 강력한 볼 핸들링과 패스 기술을 가지고 있으며 주로 공격을 운영하는 데 사용되는 반면, 슈팅 가드는 이름에서 알 수 있듯이 일반적으로 팀의 최고의 슈터이며 종종 팀의 최고 득점자이다. 종종 콤보 가드라고 불리는 일부 선수들은 두 유형의 특징을 결합한다.
플레이어 컨트롤 파울
공을 가진 선수가 수비수에게 부딪힐 때 발생하는 파울이다. 때때로 '차지'라고 잘못 불리기도 한다.
경기력 지수 레이팅
원래 리가 ACB에서 주간 및 시즌 MVP를 결정하는 데 사용되었고, 나중에 유로리그 농구에서 유로리그와 유로컵의 동일한 상을 결정하는 데 채택된 선수 평점이다. 더 이상 유로리그와 유로컵에서 시즌 MVP를 결정하는 데 사용되지 않지만, 여전히 주간 상에 사용되며, 다른 많은 유럽 국내 리그에서도 사용된다. 선수의 기록된 득점, 어시스트, 리바운드, 블록, 스틸, 유도된 파울, 성공한 자유투, 성공한 2점 필드골, 성공한 3점슛의 수치 값을 합하고, 턴오버, 자신의 슛 블록당함, 범한 파울, 자유투 시도, 2점 필드골 시도, 3점 필드골 시도를 빼서 계산한다.
골텐딩
공이 바스켓으로 향하는 중이거나, 하강 비행 중이거나, 바스켓 림 위에 있거나, 가상의 원통 안에 있거나, 림에 닿지 않을 때 공을 방해하는 바이얼레이션이다.
FIBA
프랑스어 이름 'Fédération Internationale de Basketball'에서 FIBA로 알려진 국제 농구 연맹이다. 국제 대회를 관장하는 국가 조직들의 연합이다.
그리넬 시스템
그리넬 대학교의 헤드 코치 데이비드 아르세노가 만든 공격 및 수비 시스템이다. 런앤건 스타일의 변형으로, 가장 특이한 특징은 아이스하키 쉬프트와 같이 전체 5인조 유닛이 보통 45초에서 90초마다 교체된다는 점이다.
거너
공을 너무 많이 쏘는 사람이다. 추커도 참조하십시오.
겟 백
슛이 성공했든 실패했든 하프 코트 라인을 넘어 뒤로 물러나는 것이다. 보통 선수나 코치가 팀에게 서둘러 돌아가서 수비를 준비하라고 외치는 말이다.
고의 파울
상대 선수를 고의로 파울하여 시계를 멈추거나 자유투 시도 후 공의 소유권을 얻는 것이다. 전반전 종료 또는 경기 종료 시점에 흔히 사용되는 전략이다.
공격 리바운드
마지막으로 슛을 시도한 팀이 리바운드에서 공의 통제권을 다시 얻는 것이다.
그래니 샷
언더핸드 슛이다. 보통 나이 든 여성들이 던지는 한 손으로만 사용하는 슛을 설명할 수 있거나, 틀:릭 배리가 자유투에 사용한 양손을 사용하는 슛을 설명할 수 있다.
기도 슛
성공할 확률이 매우 낮은 슛으로, 보통 아크 뒤에서 멀리서 시도하는 3점 슛이다.

## ㄴ
내셔널 인비테이션 토너먼트 (NIT)
NCAA 챔피언십 토너먼트에 참가 자격을 얻지 못한 NCAA 디비전 I 남자 농구 팀을 위한 연례 포스트시즌 토너먼트이다. NCAA 토너먼트보다 1년 빠른 1938년에 설립되었으며, 뉴욕과 밀접하게 관련되어 있다. 모든 경기는 원래 구 매디슨 스퀘어 가든에서 개최되었고, 2022년까지 준결승과 결승은 현재의 매디슨 스퀘어 가든에서 개최되었다. 초기에는 NCAA 토너먼트보다 더 권위 있는 것으로 간주되었으나, 1950년대부터 상황이 바뀌었다. 이 토너먼트는 2006년부터 NCAA에 의해 직접 운영되고 있다.
넬리 볼
NBA 헤드 코치 돈 넬슨이 개발한 비전통적인 공격 전략이다. 이 공격은 두 가지에 의존한다. (1) 상대방을 능가하는 속도로 미스매치를 만들 수 있는 작고 운동 능력이 뛰어난 선수들, 그리고 (2) 일반적으로 공격의 주축이 되는 3점 슛에 대한 강력한 강조이다. 넬리 볼을 운영하는 데 진정한 센터는 필요하지 않지만, 이 전략은 공격의 빠른 속도를 따라잡을 운동 능력이나 슈팅 능력이 없는 팀을 상대로 가장 효과적이다.
중력
공이 없는 선수가 자신의 확립된 슈팅 능력에 따라 수비수를 끌어당기는 상황에 대한 설명이다. 이러한 선수는 공격에서 중력을 가진다고 말한다.
노-차지 세미서클
FIBA 용어로 제한 구역 (정의 2)를 의미한다.

## ㄷ
더 바스켓볼 토너먼트 (TBT)
미국에서 NBA 오프시즌 동안 개최되는 싱글 엘리미네이션 토너먼트로, 현재 64개 팀이 참여하며 우승 상금은 100만 달러이다.
더블더블
두 개의 긍정적인 통계 범주에서 두 자릿수 기록을 달성하는 것, 특히 개인 선수가 달성하는 경우(예: 12득점 14리바운드)이다.
덩크

1.  공을 공중으로 쏘지 않고 한 손 또는 양손으로 직접 바스켓에 넣어 득점하는 것이다.
2.  덩크를 통해 이루어진 모든 슛이다.
드리블 드라이브 모션
선수들을 넓게 배치하여 레인을 열어 드리블하는 선수가 레이업을 하거나 3점 슛을 위해 킥아웃 패스를 할 수 있도록 하는 공격이다.
다운 스크린
공격 선수가 자신의 골에 가장 가까운 베이스라인으로 달려가 스크린을 설정하는 경우이다.
다운타운
3점 라인 훨씬 뒤쪽이다.
다임
드롭 어 다임을 참조하십시오.
대거

경기에서 중요한 순간에 성공한 슛으로, 때로는 3점 슛이다. 예를 들어 시끄러운 관중을 침묵시키거나, 경기 막판 팀을 앞서게 하거나, 상대 팀의 사기를 꺾거나, 자신감을 잃게 만드는 슛이다.
대인방어
각 선수가 한 명의 상대 선수를 막는 수비이다. 지역방어와 대조된다.
더블 니켈
55점을 누적하는 것이다.
더블 드리블
두 손으로 동시에 공을 드리블하거나, 드리블하다가 멈춘 다음 다시 드리블하기 시작하는 것이다. 두 행위 모두 규칙 위반으로 소유권을 상실하게 된다.
데드볼 리바운드
양 팀 모두에게 기록되지 않는 리바운드로, 예를 들어 2샷 파울에서 첫 번째 자유투가 실패한 후 (기술적으로) 발생하는 리바운드이다. 이는 모든 실패한 슛에 해당하는 리바운드가 있음을 보장하며, 박스 스코어 통계 오류 감지 목적을 위해 도입되었다.
도넛
상당한 시간 동안 코트에 있었음에도 불구하고 선수가 0점을 기록한 경기이다.
드래프트 앤 스태시
북미 외부의 프로 리그 선수 중 NBA 또는 WNBA 팀에 드래프트된 후 해외에서 계속 뛰다가 드래프트 팀에 합류할 가능성이 있는 선수를 설명하는 용어이다.
드롭 스텝
포스트 업 동작으로, 볼 핸들러가 드리블을 멈추고 동시에 수비수 한쪽 다리를 뒤로 뻗은 다음 바스켓 쪽으로 돌아서 그 다리를 지렛대 삼아 수비수와 바스켓 사이로 들어가는 것이다.
드롭 어 다임
어시스트를 하는 것이다.
드리블
한 손으로 공을 계속해서 튀기는 것이다. 공을 소유한 상태에서 스텝을 밟으려면 드리블이 필요하다. 올바르게 드리블하지 못하면 경기에서 사용되는 모든 규칙 세트에서 규칙 위반으로 간주된다.
디쉬
어시스트의 또 다른 이름이다.

## ㄹ
런앤건
경기 속도를 높이는 데 전념하는 공격 및 수비 시스템이다. 공격에서는 공을 가능한 한 빨리 코트 위로 전진시켜 가능한 첫 번째 슛(종종 3점 슛)을 시도하는 것을 목표로 한다. 수비는 턴오버를 유발하기 위해 풀 코트 압박을 사용한다. 그리넬 시스템도 참조하십시오.
레이팅 퍼센티지 인덱스 (RPI)
오랜 기간 NCAA가 디비전 I 남녀 토너먼트의 선택 과정에서 사용했던 도구이다. 두 토너먼트 모두 2019년(남자)과 2021년(여자)에 NET로 대체되었다.
아소시아시온 데 클루베스 데 발론세스토 (ACB)
스페인의 최고 프로 농구 리그로, 종종 NBA 다음으로 세계에서 두 번째로 강한 국내 리그로 간주된다.
리바운드
1.  놓친 필드골 시도 후 공을 얻는 것이다.
2.  리바운드하는 행위이다.
락
농구공의 또 다른 이름이다.
런
한 팀이 다른 팀보다 훨씬 많은 점수를 득점하는 기간이다.
레이업
한 손으로 공을 백보드에 맞히고 바스켓으로 넣는 근거리 슛이다.
레이인
한 손으로 바스켓의 림 위로 공을 살짝 쳐서 넣는 근거리 슛이다.
레인
자유투 레인이다.
레인보우 샷
유창한 슈팅 동작으로 인해, 보통 장거리 슛 시도에서 완벽하게 높은 슛 아크를 그리며 들어가는 슛이다.
레지
공이 바스켓 림 뒤쪽 가장자리에 끼는 경우이다.
로 포스트
키 바닥의 양쪽에 있는 바스켓 주변의 코트 영역이다.
로고 3점
코트 중앙 서클 또는 그 근처에서 시도되는 3점슛으로, 보통 홈 팀, 경기장, 리그 또는 이벤트의 로고가 배치되는 곳이다. "로고에서"라고도 불린다.
롤 플레이어
팀에서 최고의 선수는 아니지만 여전히 의미 있는 기여를 하는 선수이다. 일반적인 역할로는 슈팅 전문 선수, 수비 전문 선수, 리바운드 전문 선수, 먼저 득점하는 식스맨, 그리고 플로어 제너럴이 있다.
루즈 볼 파울
어느 팀도 공을 통제하지 못하는 상태에서 상대 선수에게 파울을 범하는 것이다. 예를 들어, 양 선수가 루즈 볼을 쫓는 동안 상대 선수에게 파울을 범하는 경우이다.
리젝트
자신의 슛이 블록당하는 것이다.
림 프로텍션
림에 가장 가까운 영역에서의 수비이다.
림
1.  농구 골대의 물리적인 림이다.
2.  바스켓 주변의 즉각적인 영역으로, 종종 슛 차트에서는 제한 구역(정의 2) 또는 자유투 레인 너비와 일치하는 지름을 가진 바스켓 주변의 원으로 정의된다.
림샷
공이 바스켓 림을 맞히는 토스이다.
립 어 씨
볼을 턱에 붙인 채로 피벗할 때 공격 선수와 수비수 사이에 공간을 만들기 위해 사용되는 동작이다. 수비수 쪽으로 피벗하면서 압력에서 벗어나기 위해 C자 모양으로 볼을 찢어 패스 레인을 만든다.

## ㅁ
모션 오펜스
가장 좋은 슛을 만들기 위해 일련의 컷과 스크린을 통해 생성되는 공격으로, 대부분 또는 모든 공격 선수들이 동시에 움직이다.
멤피스 어택
드리블 드라이브 모션의 또 다른 이름이다. 이 공격은 2000년대 초 멤피스 대학교의 헤드 코치 존 캘리파리 아래에서 인기를 얻었다.
무빙 바이얼레이션
트래블 바이얼레이션의 또 다른 이름이다.
미드레인지
페인트 밖이지만 3점 라인 안에서 시도하는 슛을 설명한다.

## ㅂ
바스켓

농구 경기에서 골을 의미하며, 지름 18 인치 (46 cm)인 후프에 그물이 매달려 있고 지면에서 10피트(305cm) 높이에 있다. 규정상으로는 백보드에 부착되어 있다.
바스켓 방해
공이 림 위에 있거나 림에서 위로 뻗은 가상의 원기둥 안에 있을 때 공이나 바스켓을 건드리는 것; 아래에서 바스켓을 통해 손을 뻗어 공을 건드리는 것; 또는 바스켓의 림을 당겨 원래 위치로 돌아오기 전에 공과 접촉하게 하거나 슛 시도 중에 공과 접촉하게 하는 바이얼레이션이다.
백보드
바스켓의 림 뒤에 위치하며 바스켓이 부착된 평평하고 단단한 수직 보드이다. 규격 백보드는 플렉시글라스 또는 강화 유리로 만들어지며 직사각형 모양으로 너비 6 피트 (180 cm), 높이 3.5 피트 (110 cm)이며, 바스켓 바로 위에 24-by-18-인치 (61 by 46 cm) 직사각형이 표시되어 있다.
버저 비터
경기 시계에 0초가 남았을 때(버저가 울리기 직전에 릴리스됨) 득점된 바스켓으로, 특히 승리 또는 연장전으로 이어지는 동점을 만드는 슛이다.
더블 보너스
NCAA 남자 규칙에 따르면, 상대 팀이 한 하프에서 10회 이상의 팀 파울을 누적했을 때 팀은 "더블 보너스 상황"에 있으며, 따라서 수비수가 범한 모든 후속 비슈팅 파울에 대해 두 개의 자유투를 얻는다. 이 규칙은 이전에 NCAA 여자 및 NFHS 규칙 세트의 일부였으나, NCAA는 2015-16 시즌에 여자 경기에서 이를 폐지했으며 NFHS는 2023-24 시즌에 이를 따랐다. "더블 보너스"라는 용어는 언론과 팬들 사이에서 널리 사용되지만, 어떤 공식 규칙서에도 나오지 않는다. 보너스 및 페널티도 참조하십시오.
보너스
NCAA 남자 규칙에 따르면, 상대 팀이 한 하프에서 팀 파울을 7, 8, 또는 9회 누적했을 때 팀은 "보너스 상황"에 있으며, 따라서 모든 비슈팅 파울에 대해 원앤원 기회를 얻는다. 상대 팀은 "리미트 초과"라고 묘사된다. FIBA, NCAA 여자, 그리고 (2023-24 시즌부터) NFHS 규칙에 따르면, 보너스는 쿼터당 다섯 번째 팀 파울부터 적용되며 "원앤원"은 더 이상 존재하지 않는다. 모든 후속 비슈팅 파울은 두 개의 자유투로 이어진다. NCAA 규칙서에서는 이 상황에서의 자유투를 공식적으로 보너스 자유투라고 부른다. 더블 보너스 및 페널티도 참조하십시오.
볼 호그
팀 동료에게 공을 패스하지 않고 혼자 플레이하는 것을 자주 선택하는 선수, 특히 어려운 슛을 시도하기 위해 공을 공유하지 않는 선수이다.
브레이크어웨이 림
선수가 농구공을 덩크할 때 아래로 구부러질 수 있도록 힌지와 스프링이 포함된 림으로, 선수가 놓으면 수평 위치로 다시 돌아온다.
블록
1.  슈터의 슛을 건드리거나 굴절시켜 슛의 비행을 변경하여 슛이 빗나가게 하는 것이다.
2.  수비수가 드리블러 앞에 나서지만 충돌 시 여전히 움직이는 바이얼레이션이다. 블로킹 파울이라고도 한다.
3.  바스켓 바로 옆 레인 밖에 있는 바닥에 칠해진 작은 사각형이다.
바나나 컷

직선적인 컷과 달리 넓게 곡선으로 도는 컷이다.
바스켓 컷
바스켓을 향한 컷이다.
바운스 패스
리시버에게 도달하기 전에 한 번 튀는 패스이다.
바이얼레이션
파울 이외의 규칙 위반으로, 트래블링이나 3초 바이얼레이션 등이 있다.
박스 세트
4명의 선수가 상자의 네 모서리처럼 정렬하는 대형이다. 종종 베이스라인 아웃 오브 바운드 플레이에 사용된다.
박스 아웃
블록 아웃을 참조하십시오.
박스 앤 원
4명의 수비수가 박스 대형으로 지역 방어를 하고 5번째 수비수는 한 선수를 맨투맨으로 막는 혼합 수비이다.
백 스크린
공격 선수가 로 포스트에서 나와 페리미터에 있는 선수를 위해 스크린을 설정하는 공격 플레이이다.
백도어 컷
페리미터에 있는 선수가 바스켓에서 멀어지면서 수비수를 끌어낸 다음, 갑자기 수비수 뒤로 바스켓을 향해 컷인하여 패스를 받는 공격 플레이이다.
백코트 바이얼레이션
1.  프런트 코트에 들어간 공을 백코트에서 다시 만지거나, 상대 팀이 마지막으로 만지지 않은 공을 만지는 경우이다.
2.  NBA 또는 FIBA에서 8초(이전에는 10초) 이내, NCAA 남녀 경기에서는 10초 이내에 백코트에서 프런트 코트로 공을 가져오지 못한 경우이다.
백코트
1.  특정 팀이 수비하는 코트의 절반이다. 프런트코트와 대조된다.
2.  팀의 가드, 즉 일반적으로 바스켓에서 다소 떨어진 곳에서 플레이하는 선수들인다.
뱅크 샷
림에 맞거나 네트를 통과하기 전에 백보드를 맞히는 슛이다.
버블
포스트시즌 토너먼트에 참가할 것으로 예상되는 팀과 해당 이벤트에서 제외된 팀을 분리하는 가상의 경계이다. 포스트시즌에 참가하는 팀의 수가 총 경쟁 팀의 수보다 적은 모든 대회에 적용될 수 있지만, 주로 NCAA 디비전 I 남자 및 여자 챔피언십 토너먼트와 관련하여 사용된다.
버티컬 점프
오직 자신의 근육만을 사용하여 자신의 무게 중심을 수직 평면에서 더 높이 올리는 행위이다. 이는 개별 선수가 정지 상태에서 얼마나 높이 뛸 수 있는지를 측정하는 것이다.
범프 더 커터
패스를 위해 공으로 컷인하려는 선수의 길을 막는 것이다.
베이스라인 아웃 오브 바운드 플레이
상대편 바스켓을 따라 베이스라인 밖에서 코트 안으로 공을 다시 가져오는 데 사용되는 플레이이다.
베이스라인

코트 양 끝의 경기 경계를 표시하는 라인이다.
벤치
1.  사이드라인에 앉아 있는 교체 선수들인다.
선수들이 앉는 실제 벤치 또는 의자이다.
벤치워머
경기 또는 시즌 내내 거의 또는 전혀 뛰지 않고 벤치에 앉아 있는 선수이다.
보드
리바운드의 또 다른 이름이다.
볼 리버설
코트의 한쪽에서 다른 쪽으로 공을 패스하는 것이다.
볼 사이드

코트(길이 방향으로 나뉜)에서 공이 현재 있는 절반이다. 헬프 사이드와 대조된다.
볼 스크린
공을 가진 선수를 수비하는 수비수에게 공격 선수가 스크린을 설정하는 공격 플레이이다.
볼 페이크

공을 가진 선수가 수비수가 한 방향으로 움직이도록 의도하여 갑작스러운 움직임을 취함으로써 패스하는 선수가 다른 방향으로 패스할 수 있도록 하는 것이다.
브릭
림을 맞고 백보드를 맞거나 바스켓에 들어가지 않고 튀어 나오는 슛 시도이다.
브릭레이어
반복적으로 브릭을 쏘는 선수이다.
블라인드사이드 스크린
수비수가 볼 수 없는 수비수 바로 뒤에 설정된 스크린이다.
블록 아웃

자신의 자세와 팔을 넓히고 몸을 방패로 사용하여 상대 선수보다 더 좋은 리바운드 위치를 유지하는 것이다.
블록-차지 아크
바스켓 근처에 그려진 선으로, 제한 구역(정의 2)의 경계를 표시한다.
비신사적인 파울
(FIBA 및 NCAA 여자) 과도한 신체 접촉, 공을 플레이할 의도 없이 파울을 범하는 것, 또는 브레이크어웨이 중 상대방을 뒤에서 파울하는 것을 포함하는 심각한 파울이다. NCAA 여자 경기에서는 이 범주에 접촉 데드볼 테크니컬 파울도 포함된다. NBA의 플래그런트-1과 거의 동일하다.
빅 맨/우먼

다른 선수들에 비해 신체적으로 큰 로 포스트 선수, 특히 센터 또는 파워 포워드 포지션을 플레이하는 선수이다.

## ㅅ
샷 클락
경기 속도(따라서 득점 빈도)를 높이기 위해 타이머가 만료되기 전에 슛을 릴리스해야 하는 타이머이다. 공이 림에 닿지 않거나 바스켓에 들어가지 않으면 샷 클락 바이얼레이션이 선언되어 슈팅 팀의 소유권이 상실된다. 시간 제한은 3x3에서 12초; 언라이벌드에서 18초; NBA, WNBA, FIBA 경기에서 24초; 남녀 NCAA 경기에서 30초; NFHS 경기에서 샷 클락을 사용하는 주에서는 35초이다. 에어볼도 참조하십시오.
슈팅 가드 (SG)
농구의 다섯 가지 포지션 중 하나이다. 슈팅 가드는 일반적으로 팀의 최고의 득점원이며 두 번째로 키가 작은 선수이다.
스몰 포워드 (SF)
농구의 다섯 가지 포지션 중 하나이다. 스몰 포워드는 일반적으로 가장 다재다능한 선수이며 코트에서 세 번째로 키가 큰 선수이다.
스윙맨
슈팅 가드 또는 스몰 포워드 포지션을 모두 소화할 수 있는 선수이다.
스크린

1.  수비수의 길을 막아서 수비수가 팀 동료를 막는 것을 방해하는 시도이다. 스크린을 설정하는 선수는 정지 상태를 유지해야 한다. 움직이는 스크린은 공격자 파울이다.
2.  스크린을 설정하는 전술이다.
스트레치 포
외곽 슈팅 능력으로 수비를 "늘릴" 수 있는 파워 포워드("4")이다.
스틸
패스를 가로채거나, 드리블 중 공을 쳐내거나, 상대방의 손에서 합법적으로 공을 빼앗아 상대 팀으로부터 공의 소유권을 얻는 것이다.
슬래셔
공격 시 주로 바스켓으로 돌파하거나 "슬래시"하는 선수이다.
식스맨/우먼/플레이어
1.  경기를 시작하지는 않지만 중요한 선수이며 일반적으로 벤치에서 가장 먼저 출전하는 선수로, 종종 주전 선수와 비슷한 통계를 기록한다.
2.  팀에 대한 열렬한 지지가 팀이 참여할 경기의 결과에 직접적인 영향을 미칠 것이라고 믿는 슈퍼팬이다. 다양한 축구 종목과 크리켓의 12번째 선수와 비슷하다.
서커스 샷
일반적으로 근거리에서 이루어지는 저확률 슛으로, 슈터가 균형을 잃거나, 넘어지거나, 바스켓을 등지거나, 또는 통제 불능 상태일 때 시도된다. 성공적인 서커스 샷은 예외적인 행운이 필요하다.
세컨더리 브레이크
초기 패스트 브레이크가 저지된 후, 상대방이 세트 디펜스에 진입하기 전에 이루어지는 공격 단계이다.
세컨더리 어시스트

팀 동료에게 패스한 후 그 팀 동료가 즉시(NBA에서는 1초 이내) 두 번째 패스를 하여 바스켓으로 이어지고, 두 번째 선수에게 어시스트가 주어지는 것이다. 표준 박스 스코어에는 나타나지 않지만, NBA 및 몇몇 다른 리그에서 기록된다. "하키 어시스트"라는 대체 용어는 아이스하키에서 골로 직접 이어지는 패스를 한 선수뿐만 아니라 시퀀스에서 마지막 전 패스를 한 팀 동료에게도 어시스트를 부여하는 관행에서 유래했다.
세트 샷
슈터의 발이 바닥에서 떨어지지 않은 채(즉, 점프하지 않고) 시도하는 슛이다.
스왓
상대 선수의 슛을 경로에서 벗어나게 하여 완전히 빗나가게 하는 것이다. 팩도 참조하십시오.
스위시

1.  바스켓 림에 닿지 않고, 일반적으로 백보드에도 닿지 않고 네트를 통과하는 슛이다(후자에 대한 약간의 이견이 있기는 합니다).
2.  그런 식으로 슛을 성공시키는 것이다.
스위치
쿼터나 경기 전체에 걸쳐 매치업이 자주 바뀌는 수비 스타일이다. 극단적인 형태로는 한 수비수가 막는 공격 선수가 한 포제션 내에서 여러 번 바뀌는 것을 의미할 수 있다. 스위치는 종종 픽 앤 롤 전략에 의존하는 공격에 사용된다.
스크린 어시스트
선수가 팀 동료를 위해 스크린을 설정하여 그 팀 동료가 바스켓을 직접 득점하는 결과를 가져올 때 주어진다. 표준 박스 스코어에는 나타나지 않지만, NBA에 기록되며, 리그가 매년 허슬상 수상자를 결정할 때 사용하는 통계 중 하나이다.
스텝 백
미드레인지에서 공을 가진 선수가 뒤로 한 걸음 물러나 3점슛을 쏘는 동작이다.
스트라이프

자유투 라인이다.
스트레치 파이브
외곽 슈팅 능력으로 수비를 "늘릴" 수 있는 센터("5")이다. 스트레치 포와 유사하게, 이 포지션 하이브리드는 주로 2010년대 NBA에서 등장했다.
스트로킹 더 트레스
3점 슛을 성공시키는 것이다.
스플래시
선수가 슛을 성공시킬 때 공이 백보드나 바스켓의 림에 닿지 않는 경우이다(스위시).
스플릿-액션
포스트 선수와 두 명의 페리미터 선수(한 명은 공을 가짐)를 활용한다. 볼 핸들러는 포스트 선수에게 패스한 다음 즉시 움직여 두 번째 페리미터 선수를 위해 스크린을 설정하거나 스크린을 받는다. 포스트는 오픈된 페리미터 선수에게 공을 패스하여 슛을 시도하게 한다.
실격 파울
FIBA 및 NCAA 여자 규칙에서 특히 심각한 파울로, 거의 항상 폭력 또는 기타 과도한 신체 접촉을 포함하며, 즉시 퇴장으로 처벌된다. NBA의 플래그런트-2에 해당한다.
센터 (C)
농구 경기에서 세 가지 표준 선수 포지션 또는 총 다섯 가지 포지션 중 하나이다. 센터는 일반적으로 코트에서 가장 키가 큰 선수로, 주로 바스켓 근처에서의 득점, 리바운드 및 수비를 담당한다.

## ㅇ
아메바 수비
맨투맨 수비와 지역 방어의 요소를 모두 통합한 수비 전략이다(자세한 내용은 해당 문서 참조).
앨리웁
한 선수가 바스켓 근처로 공을 던져주면, 팀 동료(또는 드물게는 자신)가 점프하여 공중에서 공을 잡고 즉시 바스켓에 득점하는 공격 플레이로, 종종 덩크슛으로 이루어진다.
어시스트
팀 동료가 즉시 또는 한 번의 드리블 후에 바스켓을 득점하도록 한 패스이다. 세컨더리 어시스트(하키 어시스트라고도 함)와 비교하고, 스크린 어시스트와 대조된다.
언라이벌드
미국에 기반을 둔 여자 프로 리그로, 압축된 풀 코트에서 3대3 농구를 플레이한다. 2025년에 시작되었으며, 전통적인 농구 시즌 동안 WNBA 선수들이 미국에서 프로로 뛸 수 있도록 명시적인 의도를 가지고 있다.
에어볼
블록되지 않았지만 림이나 백보드를 맞히지 못하는 슛이다.
엘람 엔딩
볼 스테이트 대학교 닉 엘람 교수가 고안한 농구 경기 종료 방식으로, 현재 더 바스켓볼 토너먼트, NBA 올스타전, 캐나디언 엘리트 바스켓볼 리그, NBA G 리그에서 사용되고 있다. TBT 구현에서는 마지막 쿼터 4:00 또는 그 이후 첫 데드볼 상황에서 선두 팀의 점수에 8점(원래 7점이었으나 2019년 대회에서 변경)이 추가되어 목표 점수가 된다. 그런 다음 경기 시계 없이 샷 클락만으로 경기가 계속되며, 목표 점수에 도달하거나 초과하는 첫 번째 팀이 승리한다. NBA 올스타전 구현에서는 처음 세 쿼터는 정상적으로 진행된다. 그런 다음 선두 팀 점수에 24점을 추가하여 목표 점수가 설정되고, TBT 구현과 같이 경기가 계속된다. CEBL은 TBT와 동일한 시점에서 엘람 엔딩을 구현하지만, 목표 점수를 설정하기 위해 9점을 추가한다. 또한 엘람 엔딩을 유발하는 데드볼 상황이 어느 팀에든 자유투를 발생시키는 경우, 목표 점수가 설정되기 전에 데드볼 조건 하에서 자유투가 시도된다. 2022-23 시즌부터 G 리그는 두 가지 상황에서 엘람 엔딩을 사용한다. 첫째, 모든 정규 시즌 경기에서는 연장전이 엘람 엔딩 조건 하에서 진행되며, 정규 시간 종료 시 동점 팀의 점수에 7점을 추가하여 목표 점수를 설정한다. 둘째, 12월에 열리는 특별 이벤트인 G 리그 쇼케이스 경기는 NBA ASG와 동일하게 운영되지만, 목표 점수는 24점 대신 25점을 추가하여 설정한다. 언라이벌드 여자 리그는 엘람 엔딩을 사용하며, 이를 "위닝 스코어"라고 부른다. 3쿼터 종료 시 선두 팀(또는 동점 팀)의 점수에 11점을 추가하여 목표 점수를 결정한다.
여자 농구 인비테이션 토너먼트 (WBIT)
NCAA 디비전 I 여자 팀을 위한 2차 포스트시즌 토너먼트로, 2023-24 시즌에 처음 개최되었다. NCAA는 이를 남자 NIT와 직접적으로 병행하여 운영한다.
유로 스텝
공격 선수가 드리블을 멈추고 한 방향으로 스텝을 밟은 다음, 빠르게 다른 방향으로 두 번째 스텝을 밟는 동작이다.
유럽 농구 리그 연합 (ULEB)
유로리그와 유로컵을 운영했던 유럽 프로 농구 리그들의 협력 조직으로, 이후 유로리그 농구 컴퍼니에 책임을 이관했다.
유로리그
유로리그 바스켓볼이 운영하는 유럽의 최고 트랜스내셔널 클럽 대회로, 축구의 UEFA 챔피언스리그에 해당한다.
유로컵
유로리그 바스켓볼이 운영하는 유럽의 2부 트랜스내셔널 클럽 대회로, 축구의 UEFA 유로파리그에 해당한다.
아 이 갓 백
수비나 슛을 할 준비가 된 상태로 코트 뒤쪽에 있는 것이다.
아웃렛 패스
패스트 브레이크를 시작하기 위해 리바운더가 던지는 패스이다.
아이솔레이션 

앤드원
득점 중 파울을 당한 슈터에게 주어지는 자유투로, 특히 성공한 슛에 대해 주어진다.
야구 패스
야구 투구와 유사하게 한 손으로 오버핸드 던지기를 사용하여 농구공을 패스하는 것이다.
어드밴스 스텝
수비수의 리드 발이 상대방 쪽으로 나아가고 뒷발이 앞으로 미끄러지는 스텝이다.
얼터네이팅 포제션
많은 규칙 세트, 특히 FIBA, NCAA, NFHS (미국 고등학교)에서 오프닝 팁오프 후 대부분 또는 모든 점프볼 상황을 해결하는 데 사용되는 규칙이다. 점프볼 상황이나 새로운 경기 기간 시작 시, 공격 방향이 포제션 애로우 방향으로 움직이는 팀에게 공이 주어진다.
업 앤 다운
볼을 가진 선수가 수직으로 점프하여 착지하기 전에 공을 릴리스하지 않을 때 발생하는 트래블 바이얼레이션이다.
엘보우
1.  다른 선수를 팔꿈치로 실제 또는 시도한 가격 행위이다. 특히 폭력적인 사례는 일반적으로 플래그런트 파울로 선언된다.
2.  자유투 라인이 3초 레인의 측면과 만나는 코트 구역이다.
연장전
정규 시간 종료 시 동점일 때, 승자를 결정하기 위해 추가 시간(보통 5분, NFHS에서는 4분)이 플레이된다. 3x3 및 엘람 엔딩을 사용하여 경기를 종료하는 리그 및 토너먼트(예: 더 바스켓볼 토너먼트, 캐나디언 엘리트 바스켓볼 리그, NBA G 리그 정규 시즌, 언라이벌드)에서는 일반적으로 사용되지 않는다.
오버 더 백
공을 리바운드하기 위해 이미 공을 리바운드할 위치에 있는 선수의 등 위로 밀거나 움직이거나 기어오르는 선수가 범하는 파울이다.
오버 앤 백
백코트 바이얼레이션을 참조하십시오.
오펜시브 파울
공격 선수가 범하는 파울이다.
우선 순위
2020년 WNBA 단체 협약에 포함된 조항으로, 2023년부터는 훈련 캠프에 늦게 보고하는 베테랑 선수에게 심각한 불이익을 부과한다. WNBA 선수들이 그 리그를 우선순위로 삼을 것이라는 기대가 담겨 있다.
워크
공을 드리블하지 않고 걷는 것이다.
원 트릴리언
1분 동안 뛰었지만 다른 모든 통계는 0인 박스 스코어로, 1 뒤에 12개의 0이 붙어 있는 형태로 미국식으로 숫자 1조를 나타낸다.
원앤던
대학에서 한 시즌만 뛴 후 NBA 드래프트에 참가할 것으로 예상되는 선수이다.
원앤원
NCAA 남자 규칙에서, 성공하면 두 번째 자유투 시도를 허용하는 자유투 시도이다. 이 규칙은 이전에 NCAA 여자 및 NFHS 경기에도 존재했지만, 각각 2015년과 2023년에 폐지되었다. 보너스도 참조하십시오.
웨지
농구공이 림과 백보드 사이에 끼는 경우이다.
윙
1.  코트 양쪽에 위치하며, 3초 레인 바깥, 자유투 라인의 가상의 연장선을 따라 있는 구역이다.
2.  스윙맨, 특히 공격 시 주로 위 구역에서 활동하는 스윙맨이다.
유로 파울
수비수가 패스트 브레이크의 초기 단계에서 상대방과 수비 팀의 바스켓 사이에 있을 때, 플레이를 멈출 의도로 파울을 범하는 것이다. 클리어 패스 파울과 대조된다.
인 앤 아웃
1.  들어갈 것처럼 보이지만 오히려 다시 나가는 슛이다.
2.  공격 선수가 안쪽으로 드리블한 다음 다시 바깥쪽으로 빠져나가 수비수를 속이는 드리블 동작이다.
인덱스 레이팅
경기력 지수 레이팅을 참조하십시오.
인바운드 파울
FIBA가 2022년에 새로 만든 개인 파울의 범주로, 경기 기간(쿼터 또는 연장전) 마지막 2분 동안 수비 선수가 인바운드 플레이 중에 스로어가 공을 릴리스하기 전에 범하는 파울로 정의된다. 현재 페널티 상황과 관계없이 1개의 자유투와 소유권 상실로 처벌된다.
입찰 도둑
미국 대학 농구, 특히 NCAA 디비전 I에서 (1) 컨퍼런스 토너먼트 성과와 관계없이 해당 남자 또는 여자 챔피언십 토너먼트에 참가할 것이 거의 확실한 팀을 적어도 하나 이상 포함하는 컨퍼런스의 구성원인 팀; (2) 와일드카드 토너먼트 참가 후보로 간주되지 않는 팀; 그러나 (3) 그럼에도 불구하고 컨퍼런스 토너먼트에서 우승하여 더 강력한 컨퍼런스 구성원들이 와일드카드 풀로 들어가게 하여, 그렇지 않았다면 와일드카드 참가의 유력한 후보였을 팀(반드시 해당 컨퍼런스에 속하지 않음)으로부터 참가 자격을 "훔치는" 팀을 말한다.
잉글리시
레이업 슛을 시도하는 선수가 농구공에 가하는 사이드스핀이다. 이 용어는 당구 용어에서 유래했다.

## ㅈ
자유투
자유투 라인에서 방해 없이 바스켓에 득점하는 시도로, 1점 가치가 있다. 일반적으로 선수가 슛 동작 중에 파울을 당했을 때(3점 슛의 경우 3점 슛 시도에 대해 3회 시도), 플래그런트 파울을 당했을 때, 또는 상대 팀이 파울 리미트 초과 상태에서 파울을 범했을 때 2회 시도가 주어진다. 테크니컬 파울의 경우 FIBA 규칙은 1개의 자유투를 부여한다. NBA 및 NFHS 규칙은 2개의 자유투를 부여한다. NCAA 규칙은 특정 유형의 테크니컬 파울에 따라 1개 또는 2개의 자유투를 부여한다. 3x3 규칙에서는 일반 바스켓은 1점, 아크 뒤에서의 슛은 2점 가치이므로, 일반적으로 1회 시도가 주어진다. 선수가 아크 뒤에서 놓친 슛에 대해 파울을 당했을 때, 상대 팀이 한 경기에서 6회 이상의 파울을 범했을 때, 그리고 모든 테크니컬 파울에 대해 2회 시도가 주어진다.
전미 농구 협회 (NBA)
미국과 캐나다에서 가장 큰 남자 프로 농구 리그이다.
전미 대학 체육 협회 (NCAA)
미국 내 대학간 스포츠의 주요 관리 기관이다. NCAA는 대학 농구의 세 가지 경쟁 디비전 모두에 대해 연례 전국 챔피언십 토너먼트를 조직하며, 특히 디비전 I 남자 및 여자 토너먼트가 가장 많이 주목받는다.
전미 여자 농구 협회 (WNBA)

미국에서 가장 큰 여자 프로 농구 리그이다.
점프 슛

점프하면서 시도하는 오버헤드 슛이다.
점프볼
3x3을 제외한 모든 농구 경기를 시작하는 점프볼이다. 코트 중앙에서 진행된다.
자유투 라인

자유투를 시도하는 라인이다.
제한 구역
1.  자유투 레인의 다른 용어이다.
2.  자유투 레인 내부에 있는 구역으로, 바스켓 앞의 반원으로 표시되며, 돌파하는 공격 선수와 정지된 수비수 간의 접촉 파울이 규칙에 따라 수비수의 블로킹 파울로 선언되는 곳이다(NBA 규칙 세트에서는 제한된 예외 있음). FIBA 규칙에서는 "노-차지 세미서클"이라고 불린다.
존
키의 페인트칠된 영역의 약칭으로, 베이스라인과 자유투 라인 사이를 의미한다.
지역방어
각 선수가 코트의 특정 영역을 수비하는 수비 전략이다. 대인방어와 대조된다.

## ㅊ
체리 피킹
한 선수(체리 피커)가 수비를 하지 않고 상대방의 골 근처에 머물면서, 쉬운 득점을 위해 팀 동료로부터 공을 받는 것을 주 목표로 하는 전략이다.

## ㅋ
쿼드러플더블
4개의 긍정적인 통계 범주에서 두 자릿수 기록을 달성하는 것, 특히 개인 선수가 달성하는 경우(예: 10득점, 10리바운드, 10어시스트, 10스틸)이다.
퀸튜플더블
5개의 긍정적인 통계 범주에서 두 자릿수 기록을 달성하는 것, 특히 개인 선수가 달성하는 경우(예: 10득점, 10리바운드, 10어시스트, 10블록, 10스틸)이다.
크로스오버
한 손에서 땅으로, 다시 다른 손으로 드리블하면서 방향을 바꾸는 동작이다.
키
자유투 레인과 자유투 서클을 함께 일컫는 말이다(원래 레인은 서클 지름보다 좁아서 이 지역이 스켈레톤 키 구멍처럼 보였습니다).
차지
공을 가진 선수가 움직이지 않는 수비수에게 돌진할 때 발생하는 공격자 파울이다.
채리티 스트라이프
자유투 라인의 또 다른 이름이다.
체스트 패스
한 선수에서 다른 선수의 가슴으로 이루어지는 패스로, 특히 두 손으로 공을 가슴에서 강하게 밀어내어 패스하는 것이다.
추커
잦고 종종 경솔한 슛 시도를 하는 선수이다. 이 용어는 텔레비전 시리즈 사인필드에 의해 대중화되었다. 거너도 참조하십시오.
캐링

공격 선수가 드리블하는 동안 공의 정점에서 공을 과도하게 잡고 있을 때 발생하는 공식 경기에서의 바이얼레이션이다. 공식 경기에서는 이 페널티를 "캐리" 또는 더블 드리블로 간주한다.
코너맨
스몰 포워드와 파워 포워드를 모두 플레이하는 선수를 가리키는 용어이다. 포워드를 참조하십시오.
콤보 포워드
스몰 포워드와 파워 포워드의 기술이나 자질을 모두 갖춘 선수이다.
쿼터 종료
쿼터가 끝날 때이다.
클리어 패스 파울
수비수가 상대방 앞에 아무도 없을 때 상대방에게 파울을 범하는 파울이다. 이 파울은 두 개의 자유투와 소유권 상실로 이어진다. 유로 파울과 대조된다.
키킹
선수가 의도적으로 발이나 다리를 사용하여 공을 건드릴 때 선언되는 바이얼레이션이다. 플레이가 중단되고 공은 바이얼레이션을 범하지 않은 팀에게 인바운드된다.
킥아웃
페인트 구역에서 3점 아크 바깥에 있는 슈터에게 패스하는 것이다.

## ㅌ
트릴리언
선수가 몇 분을 뛰었지만 아무런 통계도 기록하지 않은 상태를 의미하는 통계이다. 하비 폴락이 농구 박스 스코어에서 숫자가 가로로 읽히는 방식 때문에 만들어낸 용어이다.
트리플싱글
한 경기에서 한 선수가 득점, 리바운드, 어시스트의 세 가지 주요 통계 범주에서 모두 한 자릿수 기록을 기록하는 것이다. 찰스 바클리가 드레이먼드 그린을 언급하며 대중화했거나 아마도 만들어냈을 것이다.
턴오버
정규 플레이 중 또는 규칙 위반에 대한 페널티 결과로 공의 소유권을 잃는 것이다.
테크니컬 파울

신체 접촉을 포함하지 않는 비신사적인 행동 및 일부 절차적 위반(예: 코트에 너무 많은 선수가 있거나 남은 타임아웃이 없을 때 타임아웃을 요청하는 것)에 대해 부과되는 파울이다. 테크니컬 파울은 자유투 후 소유권 상실로 처벌되며, 자유투는 상대 팀의 아무 선수나 쏠 수 있다.
트라이앵글 오펜스
세(때로는 다섯) 포지션을 교환하여 선수들 간의 간격을 만들고 각 선수가 네 명의 팀 동료에게 패스할 수 있도록 하는 공격 전략이다. 트라이앵글 오펜스의 가장 중요한 특징은 로 포스트의 센터, 윙의 포워드, 코너의 가드가 만드는 사이드라인 트라이앵글이다. 다른 가드는 키의 상단에 서고, 약한 쪽 포워드는 약한 쪽 하이 포스트에 서서 "투맨 게임"을 형성한다. 모든 패스와 컷은 목적을 가지며, 각각은 상대 수비의 움직임에 따라 결정된다.
트래블
피벗 발을 불법적으로 움직이거나, 피벗 발을 유지하지 않고 바닥에 넘어지거나, 드리블 없이 세 걸음 이상 걷는 것이다. 이러한 위반을 '트래블링'이라고 하며, 규칙에 관한 정확한 규정은 규칙 세트마다 다르다.
트리플더블
한 경기에서 세 가지 긍정적인 통계 범주에서 두 자릿수 기록을 달성하는 것, 특히 개인 선수가 달성하는 경우(예: 10득점, 10리바운드, 10어시스트)이다.
토일렛 볼
공이 바스켓 림을 특정 각도로 맞고 그 주위를 돈 다음 안으로 들어가거나 밖으로 나가는 경우이다.
트랜지션 수비
상대 팀이 처음 공을 소유하고 코트 위로 이동할 때, 양 팀이 자리를 잡기 전에 이루어지는 팀 수비 플레이의 부분이다. 여기에는 패스트 브레이크에 대한 수비가 포함된다. 하프코트 수비도 참조하십시오.
트랜지션 오펜스
상대 팀으로부터 공을 처음 얻어 코트 위로 이동할 때, 양 팀이 자리를 잡기 전에 이루어지는 팀 공격 플레이의 부분이다. 여기에는 패스트 브레이크가 포함된다. 하프코트 오펜스도 참조하십시오.
트레이
3점슛의 또 다른 이름이다.
트루 로드 게임
미국 대학 농구에서 특정 팀이 상대방의 홈 코트에서, 또는 때로는 상대방이 티켓 판매를 통제하는 그 지역의 더 큰 경기장에서 치르는 경기이다. 이 구분은 21세기에 시즌 초반의 행사들(개별 경기 및 토너먼트 모두)이 어느 팀도 상당한 홈 코트 이점을 가질 수 없는 중립 장소에서 개최되는 경우가 증가했기 때문에 생겨났다.
트위너
두 포지션을 모두 소화할 수 있지만, 어느 한 포지션에만 이상적으로 적합하지 않은 선수를 경멸적으로 부르는 용어이다. 트위너는 선수의 신체적 특징에 전통적인 포지션과 일치하지 않는 기술 세트를 가지고 있다.

## ㅍ
파울
플로어 바이얼레이션 이외의 규칙 위반으로, 일반적으로 신체 접촉을 통해 이점을 얻으려는 시도이다. 이러한 위반은 소유권 변경 또는 자유투 기회 부여로 처벌된다. 다양한 종류의 파울이 있다. 개인 파울, 테크니컬 파울, 플래그런트 파울, 비신사적인 파울, 실격 파울을 참조하십시오.
파워 포워드 (PF)
보통 코트에서 두 번째로 키가 큰 선수이다. 센터와 비슷한 역할을 한다.
패스트 브레이크
팀이 가능한 한 빨리 공을 전진시켜 득점함으로써 상대 팀에게 효과적으로 수비할 시간을 주지 않는 공격 전술이다. 종종 스틸이나 블록된 슛의 결과로 발생한다. 세컨더리 브레이크도 참조하십시오.
페이드어웨이
농구에서 페이드어웨이 또는 폴어웨이는 뒤로 점프하면서 바스켓을 향해 쏘는 점프 슛이다. 슈터와 수비수 사이에 공간을 만들어 슛을 블록하기 훨씬 어렵게 만드는 것이 목표이다.
포인트 가드 (PG)
주요 책임이 볼 핸들링, 패스, 팀 공격 지휘인 선수이다. 종종 코트에서 가장 키가 작은 선수이다.
포인트 포워드
강력한 볼 핸들링과 패스 기술을 가진 포워드로, 팀의 공격을 지휘할 수 있다.
풀 코트 프레스
인바운드 패스 전후로 코트 전체에 걸쳐 수비 팀이 공격 팀에게 압박을 가하는 수비 스타일이다.
프린스턴 오펜스
끊임없는 움직임, 패스, 백도어 컷, 공 유무를 불문한 픽, 그리고 규율 잡힌 팀워크를 강조하는 공격 농구 전략이다. 프린스턴 대학교에서 사용되고 완성되었으며, 특히 각 선수가 패스, 슛, 드리블을 평균 이상으로 할 수 있는 다섯 명의 선수 유닛을 위해 설계되었다.
플랍
상대방과의 신체 접촉이 거의 없거나 전혀 없는 상태에서 선수가 의도적으로 또는 과장되게 넘어지는 것으로, 상대방에게 개인 파울 콜을 유도하기 위한 목표를 가진다.
플래그런트 파울
공을 플레이하려는 심각한 시도가 없는 비신사적인 파울이다. NBA는 이러한 유형의 파울을 플래그런트-1과 플래그런트-2로 분류한다. NFHS(고등학교)는 플래그런트 퍼스널 파울과 플래그런트 테크니컬 파울을 사용한다. NCAA 남자 농구는 두 용어 세트를 상호 교환적으로 사용한다. FIBA 및 NCAA 여자 농구는 대신 비신사적인 파울과 실격 파울(대략 북미의 두 하위 범주에 해당)을 사용한다. 모든 북미 수준에서 후자의 유형의 파울은 위반자의 즉각적인 퇴장을 초래한다.
피노이 스텝
공격 선수가 바스켓을 향해 드리블한 다음, 펌프 페이크를 하고, 마지막 남은 합법적인 스텝 후 실제로 슛을 하는 동작이다.
픽 앤 롤
볼 핸들러 팀 동료를 위해 스크린(픽)을 설정한 다음, 수비수 뒤로 미끄러져(롤) 패스를 받는 공격 플레이이다.
필드골
코트 어느 곳에서든 성공하거나 시도된 슛(레이업과 덩크를 포함하지만 자유투는 포함하지 않음)이다.
필리핀 농구 협회 (PBA)
필리핀의 프로 농구 리그이다. NBA 다음으로 세계에서 두 번째로 오래된 프로 농구 리그이다.
핑거 롤
공이 점프의 추진력을 사용하여 선수의 손가락 끝에서 굴러 떨어지는 특수 레이업 슛이다. 핑거 롤의 장점은 공이 슛을 블록할 수 있는 키 큰 수비수 위로 더 높은 아크로 이동할 수 있다는 것이다.
파울 인
앤드원을 참조하십시오.
팔밍
공격 선수가 드리블하는 동안 공의 바운스 정점에서 공을 과도하게 잡고 있는 습관을 구체적으로 지칭하며, 보통 드리블하는 손으로 공을 단단히 움켜쥐는 것이다. 조직적인 플레이에서는 항상 드리블 페널티로 간주되며, 종종 '캐리' 또는 더블 드리블이라고 불린다. 비조직적인 플레이에서는 일반적으로 무례하게 여겨지며 수비수들이 일반적으로 권장하지 않는다.
패스 앤 체이스
1.  다른 팀 동료에게 공을 패스하고 즉시 패스를 따라가서 픽 앤 롤을 하거나, 미끄러져 지나가거나, 핸드오프를 다시 받거나, 다른 농구 동작을 하는 것이다.
패스
1.  팀 동료에게 공을 던지거나 튀기는 것이다.
2.  팀 동료에게 패스하는 행위이다.
팩 라인 수비
맨투맨 수비 시스템으로, 한 선수가 공을 압박하고 나머지 네 명은 3점 아크 안쪽으로 약 2피트(60cm) 정도 확장되는 가상의 "라인" 안으로 "팩"되어 드리블 돌파를 막으려는 의도를 가진다. 이 시스템은 여러 맨투맨 시스템에서 파생되었으며, 딕 베넷이 개발했고 그의 아들 토니, 크리스 맥, 션 밀러를 포함한 코치들에 의해 21세기에 대중화되었다.
팩
상대 선수가 방금 슛을 놓은 공을 거칠게 아래로 때리는 것이다. 스왓도 참조하십시오.
펌프 페이크
공격 선수가 발이 바닥에서 떨어지지 않은 채 슈팅 동작을 시작한 다음 빠르게 멈추는 것이다. 의도는 과도하게 열정적인 수비수의 발이 바닥에서 떨어지면 이점을 얻기 위함이다.
페리미터
키 바깥이지만 3점 아크 안쪽 지역이다.
페인트 존 득점
자유투 라인 아래 칠해진 구역에서 성공한 필드골이다.
페인트
키의 또 다른 이름으로, 종종 자유투 라인 아래의 칠해진 영역만을 지칭한다.
포스트 업
키 안이나 근처로 가서 바스켓에서 등지고 공을 가진 팀 동료를 향해 서서 패스를 받기 위해 위치를 잡는 것이다.
포제션 애로우
득점원 테이블에 있는 물리적 또는 전자적 화살표로, 얼터네이팅 포제션 규칙에 따라 다음 소유권을 결정한다. 오프닝 점프볼 후에는 점프볼을 잃은 팀이 공격하는 방향으로 설정되며, 얼터네이팅 포제션 규칙이 호출될 때마다 전환된다.
포지션리스 농구
대부분 또는 모든 핵심 선수들이 정기적으로 포지션을 전환하는(종종 경기 중에도) 로스터 구성 및 경기 플레이 개념이다.
포켓 패스
수비의 좁은 틈새를 통과하는 능숙한 패스로, 특히 픽 앤 롤 플레이를 완성하는 데 사용된다.
풋백 덩크
공격 리바운드 중 공중에서 수행되는 덩크이다.
프런트 코트
1.  특정 팀이 공격하는 코트의 절반이다. 백코트와 대조된다.
2.  팀의 센터 및 포워드, 즉 일반적으로 바스켓에 가깝게 플레이하는 선수들인다.
플로터
키 큰 수비수가 슛을 블록하는 것을 막기 위해 공이 매우 높은 아크로 릴리스되는 슛이다. 주로 키 작은 가드가 사용한다.
피벗 발
트래블링을 피하기 위해 바닥에 계속 닿아 있어야 하는 발이다.
피벗
피벗 센터, 또는 트래블링을 피하기 위해 한 발을 가볍게 들고 다른 발로 회전하는 것이다.
픽
스크린을 참조하십시오.
포워드 (F)
농구 경기에서 세 가지 표준 선수 포지션 또는 총 다섯 가지 포지션 중 하나이다. 포워드는 주로 득점과 리바운드를 담당한다. 스몰 포워드 및 파워 포워드를 참조하십시오. 두 유형의 포워드를 모두 플레이할 수 있는 선수는 종종 스트레치 포라고 불린다.</ref>}} 볼 핸들러가 코트 한쪽으로 이동하고 다른 모든 공격 선수는 멀리 떨어진 쪽으로 이동하는 공격 전술이다. 공격은 고립된 볼 핸들러에게 유리한 일대일 매치업을 만들거나, 팀 동료에게 오픈 슛 기회를 줄 수 있는 더블 팀을 유도하는 것을 목표로 한다.}}

## ㅎ
하프 타임
1.  경기 전반전의 종료이다.
2.  경기 두 하프 사이의 휴식 시간이다.
훅 샷
움직이면서 머리나 어깨 위로 한 손으로 아크를 그리며 시도하는 슛이다. 바스켓을 향해 일반적으로 시도되는 일반 슛과 대조된다.
n-포제션 게임
경기 막판 상대에게 뒤지고 있는 팀이 동점 또는 역전을 위해 상대방이 득점하지 못하게 하면서 공을 확보하고 득점해야 하는 횟수를 나타내는 방식이다. 일반적으로 한 포제션에서 가능한 최대 점수는 3점이다. 따라서 필요한 포제션 수(n)는 점수 차이를 3으로 나눈 후 가장 가까운 정수로 반올림한 것과 같다. 예를 들어 7점 뒤지고 있는 팀은 3포제션 게임에 해당한다.
하이 포스트
자유투 라인 양 끝의 키 상단에 있는 코트 영역이다.
하키 어시스트
세컨더리 어시스트를 참조하십시오.
하프 코트 라인
코트의 두 면을 나누는 선이다.
하프 코트 오펜스
양 팀 모두 자리를 잡은 상태에서 이루어지는 팀 공격 플레이의 부분이다. 트랜지션 오펜스도 참조하십시오.
핸드-체크 파울
선수가 손을 불법적으로 사용하여 상대방의 움직임을 방해하거나 늦출 때 발생하는 파울의 일종이다.
행 타임
선수가 점프를 시작한 시점부터 착지하는 시점까지 공중에 머무는 시간이다.
헬드 볼
양 팀 선수들이 동시에 농구공을 소유했다고 주장하는 상황으로, 어느 팀의 파울도 없다. 리그 및 경기 상황에 따라 점프볼, 소유권 변경, 또는 이전에 공을 소유했던 팀의 아웃 오브 바운드 플레이로 이어질 수 있다.
후프
바스켓의 또 다른 이름이다.
히팅 업
선수가 대부분의 슛을 성공시키기 시작하고 경기를 지배할 때이다.

## 같이 보기
- 농구 기술
- 농구 관련 문서 색인
- 농구 개요